# Chubb Limited
Die Chubb Limited (bis 14. Januar 2016 ACE Limited) ist ein international tätiger Schweizer Versicherungskonzern mit Kerngeschäft in den Bereichen Direkt- und Rückversicherungen und Sitz in Zürich.
Die Unternehmensgruppe ist in mehr als 50 Ländern mit eigenen Büros vertreten und betreut Kunden in mehr als 140 Ländern. Die Aktien der Chubb Limited sind an der New York Stock Exchange kotiert und im Aktienindex S&P 500 vertreten.

## Geschichte

Historisches Logo

ACE wurde 1985 mit Sitz auf den Kaimaninseln und Büros in Hamilton (Bermuda) durch ein Konsortium von 34 Grosskonzernen gegründet. 1993 wurde das Unternehmen durch einen IPO an die New Yorker Wertpapierbörse gebracht. In der Folge expandierte ACE durch Ausweitung ihrer Geschäftstätigkeit und verschiedene Akquisitionen. 2002 folgte mit der Eröffnung des Europa-Hauptsitzes in London der Einstieg ins europäische Versicherungsgeschäft.
2008 beschloss der Konzern, seinen Sitz in die Schweiz (Zürich) zu verlegen, was am 18. Juli 2008 vollzogen wurde. Damit verbunden war die Umwandlung der ACE Limited in eine Aktiengesellschaft nach Schweizer Recht.
Streng genommen reicht die Historie des Unternehmens zurück bis ins Jahr 1792, da am 19. November dieses Jahres die Insurance Company of North America (INA) in Philadelphia gegründet wurde. 1794 stellte das Unternehmen die erste Lebensversicherung aus. Im Jahr 1985 wurde der Property / Casualty Teil der Firma – die nach dem Merger mit der Connecticut General Life Insurance Company als CIGNA firmierte – durch die 1985 gegründete ACE Ltd. übernommen.
Am 1. Juli 2015 kündigte ACE an, seinen US-amerikanischen Konkurrenten Chubb für 28 Milliarden US-Dollar zu übernehmen. Das kombinierte Unternehmen wird als Chubb Limited firmieren und seinen Sitz in Zürich haben. ACE-Chef Evan Greenberg soll auch das neue Unternehmen leiten. Die bisherigen ACE-Aktionäre sollen 70 Prozent an der neuen Gesellschaft halten. Am 14. Januar 2016 schloss ACE die Übernahme ab und benannte sich gleichzeitig in Chubb Limited um.
Im März 2024 stellte Chubb 91 Mio. USD Kaution für Donald Trump im Prozess gegen E. Jean Carroll. Trump hatte die Kolumnistin, die gegen ihn bereits einen Prozess wegen sexuellen Missbrauchs gewonnen hatte, mehrfach verleumdet – auch auf den Stufen zum Gerichtsgebäude. Chubb CEO Evan Greenberg, der zuvor unter Trump Berater im Weißen Haus war, hatte sich für diese Kaution eingesetzt und damit kurz vor Verstreichen der gesetzten Frist verhindert, dass eventuell die Immobilien des angeblichen Milliardärs zwangsversteigert würden.

## Aktionärsstruktur
Mit Stand 31. März 2025 waren folgende Hauptaktionäre publiziert:
| Aktionär                          | Aktien | Stand        | Anteile in % | Wert in USD   |
| --------------------------------- | ------ | ------------ | ------------ | ------------- |
| Vanguard Group Inc                | 36.53M | Mar 31, 2025 | 8,82 %       | 9,809,820,073 |
| Blackrock Inc.                    | 28.03M | Mar 31, 2025 | 6,77 %       | 7,526,548,458 |
| Berkshire Hathaway, Inc           | 27.03M | Mar 31, 2025 | 6,53 %       | 7,259,922,363 |
| State Street Corporation          | 17.44M | Mar 31, 2025 | 4,21 %       | 4,682,935,210 |
| FMR, LLC                          | 14.97M | Mar 31, 2025 | 3,61 %       | 4,019,340,402 |
| Price (T.Rowe) Associates Inc     | 14.57M | Mar 31, 2025 | 3,52 %       | 3,913,965,952 |
| Capital World Investors           | 11.92M | Mar 31, 2025 | 2,88 %       | 3,202,387,707 |
| GQG Partners LLC                  | 9.39M  | Mar 31, 2025 | 2,27 %       | 2,522,763,419 |
| Capital Research Global Investors | 9.3M   | Mar 31, 2025 | 2,25 %       | 2,497,765,712 |
| Geode Capital Management, LLC     | 8.78M  | Mar 31, 2025 | 2,12 %       | 2,357,884,737 |